# Танагра чорногорла
Тана́гра чорногорла (Tangara cyanoventris) — вид горобцеподібних птахів родини саякових (Thraupidae). Ендемік Бразилії.

## Поширення і екологія
Чорногорлі танагри мешкають на південному сході Бразилії, від центральної Баїї до півдня Сан-Паулу. Вони живуть в кронах вологих атлантичних лісів та на узліссях. Зустрічаються переважно на висоті до 1000 м над рівнем моря. Живляться плодами і комахами.